# Olympische Sommerspiele
Diese Zeittafel der Olympischen Spiele der Neuzeit führt alle Olympischen Sommerspiele auf.

## Definitionen
Die Olympischen Sommerspiele heißen offiziell „Spiele der (zum Beispiel) XVIII. Olympiade“. Eine Olympiade ist dabei ein Zeitraum von vier Jahren, nämlich der Zeitraum zwischen zwei Olympischen Sommerspielen.
Die Olympiaden werden seit dem 1. Januar 1896 (Jahr der ersten Austragung der Olympischen Spiele der Neuzeit) durchnummeriert, unabhängig davon ob tatsächlich Olympische Spiele im jeweiligen Vierjahreszeitraum stattfanden. Die Olympischen Sommerspiele finden jeweils im ersten Jahr der Olympiade statt, nach der sie benannt sind.
Bei den Olympischen Winterspielen werden dagegen ausgefallene Spiele nicht mitgezählt.

Bisherige Austragungsorte Olympischer Sommerspiele.
,

## Zeittafel Olympische Sommerspiele der Neuzeit
| Olympiade | Jahr | Austragungsort        | Nationen                                              | Teilnehmer | Teilnehmer | Teilnehmer | Wettkampfprogramm | Wettkampfprogramm        | Anmerkungen |
| Olympiade | Jahr | Austragungsort        | Nationen                                              | gesamt     |            |            | Wettbewerbe       | Disziplinen (Sportarten) | Anmerkungen |
| --------- | ---- | --------------------- | ----------------------------------------------------- | ---------- | ---------- | ---------- | ----------------- | ------------------------ | --- |
| I.        | 1896 | Athen                 | 14                                                    | 241        | 241        | 0          | 43                | 10 (9)                   | Erste Olympische Spiele der Neuzeit. Wettbewerbe im Fechten, Gewichtheben, Leichtathletik, Radsport, Ringen, Schießen, Schwimmen, Tennis und Turnen. Die Ruder- und Segelwettbewerbe fielen wetterbedingt aus. |
| II.       | 1900 | Paris                 | 24                                                    | 997        | 975        | 22         | 89                | 20 (19)                  | Erstmals mit Frauen in zwei Sportarten (Golf und Tennis). Viele für heute exotische Wettbewerbe in Sportarten wie Cricket und Pelota im olympischen oder Ballonfahren und Jeu de Paume im nichtolympischen Programm. |
| III.      | 1904 | St. Louis             | 12                                                    | 651        | 645        | 6          | 94                | 16 (17)                  | Letztmals mit gemischten Nationalmannschaften, zum Beispiel im Fechten. |
|           | 1906 | Athen                 | 21                                                    | 840        | 834        | 6          | 74                | 14 (12)                  | Jubiläumsspiele (10 Jahre), werden vom IOC nicht als Olympische Spiele anerkannt, gelten aber als inoffizielle Zwischenspiele. |
| IV.       | 1908 | London                | 28                                                    | 2.008      | 1.971      | 37         | 109               | 24 (22)                  | Mit den Wettbewerben im Eiskunstlauf 22 Sportarten. |
| V.        | 1912 | Stockholm             | 23                                                    | 2.407      | 2.359      | 48         | 102               | 18 (14)                  | Rückkehr zu den Kernsportarten. Im Vergleich zu den ersten Spielen von 1896 wurden Wettbewerbe im Fußball, Modernen Fünfkampf, Reiten, Segeln und Tauziehen zusätzlich veranstaltet, Gewichtheben fehlt. |
| VI.       | 1916 | Berlin                |                                                       |            |            |            |                   |                          | Ausgefallen wegen des Ersten Weltkrieges. |
| VII.      | 1920 | Antwerpen             | 29                                                    | 2.626      | 2.561      | 65         | 156               | 29 (22)                  | Bogenschießen war nach 1900 wieder im Programm. Auch Polo, Hockey, Boxen und Rugby waren neu oder wurden wieder aufgenommen. Zusätzliche Wettbewerbe in den Wintersportarten Eishockey und Eiskunstlauf. Deutschland, Österreich, Bulgarien, Ungarn und die Türkei wurden vom IOC nicht eingeladen. |
| VIII.     | 1924 | Paris                 | 44                                                    | 3.089      | 2.954      | 135        | 126               | 23 (17)                  | Bogenschießen, Tennis und Tauziehen wurden aus dem Programm genommen. Deutschland wurde vom IOC nicht eingeladen. |
| IX.       | 1928 | Amsterdam             | 46                                                    | 2.883      | 2.606      | 277        | 109               | 20 (14)                  | Polo, Rugby und Schießen wurden aus dem Programm genommen. |
| X.        | 1932 | Los Angeles           | 37                                                    | 1.332      | 1.206      | 126        | 116               | 20 (14)                  | Kein Fußballturnier, Wiederaufnahme von Wettbewerben im Schießen. |
| XI.       | 1936 | Berlin                | 49                                                    | 3.961      | 3.633      | 328        | 129               | 25 (19)                  | Gegenüber 1932 Aufnahme von Polo, Feldhandball, Basketball, Kanusport und Fußball. Neben der sportlichen Bedeutung zeichneten sich die Spiele 1936 besonders dadurch aus, dass Hitler und die regierende NSDAP sie als Propagandaforum missbrauchten, um den NS-Staat im Ausland positiv darzustellen. Erstmals fand ein olympischer Fackellauf statt und im neuen Medium Fernsehen (siehe auch: Geschichte des Fernsehens in Deutschland) waren ausgewählte Wettkämpfe zu sehen. |
| XII.      | 1940 | Tokio (zurückgegeben) |                                                       |            |            |            |                   |                          | Ausgefallen wegen des Zweiten Weltkrieges – Japan gab die Spiele am 16. Juli 1938 wegen des Japanisch-Chinesischen Krieges an das IOC zurück, sodass Helsinki bis zum Ausbruch des Zweiten Weltkrieges möglicher Austragungsort für die Olympischen Sommerspiele 1940 war. |
| XII.      | 1940 | Helsinki              |                                                       |            |            |            |                   |                          | Ausgefallen wegen des Zweiten Weltkrieges – Japan gab die Spiele am 16. Juli 1938 wegen des Japanisch-Chinesischen Krieges an das IOC zurück, sodass Helsinki bis zum Ausbruch des Zweiten Weltkrieges möglicher Austragungsort für die Olympischen Sommerspiele 1940 war. |
| XIII.     | 1944 | London                | Ausgefallen wegen des andauernden Zweiten Weltkriegs. |            |            |            |                   |                          | |
| XIV.      | 1948 | London                | 59                                                    | 4.104      | 3.714      | 390        | 136               | 23 (17)                  | Handball und Polo wurden nicht mehr ausgerichtet. Deutschland und Japan wurden vom IOC nicht eingeladen. |
| XV.       | 1952 | Helsinki              | 69                                                    | 4.955      | 4.436      | 519        | 149               | 23 (17)                  | Zum ersten Mal nahm die Sowjetunion an den Olympischen Spielen teil und belegte den zweiten Platz im inoffiziellen Medaillenspiegel. |
| XVI.      | 1956 | Melbourne             | 72                                                    | 3.314      | 2.938      | 376        | 145               | 20 (16)                  | Drei Staaten (Spanien, Niederlande, Schweiz) boykottieren die Spiele wegen des sowjetischen Einmarsches in Ungarn. Drei Staaten (Ägypten, Libanon, Irak) boykottieren die Spiele wegen der Sueskrise. Die Volksrepublik China nahm nicht teil, weil die Republik China (Taiwan) zugelassen wird. |
| XVI.      | 1956 | Stockholm             | 29                                                    | 164        | 152        | 12         | 6                 | 3 (1)                    | Wegen der strengen Quarantänebestimmungen Australiens für Pferde fanden die Olympischen Reiterspiele in Schweden statt. |
| XVII.     | 1960 | Rom                   | 83                                                    | 5.352      | 4.741      | 611        | 150               | 23 (17)                  | Erstmals seit 1928 sank die Zahl der Wettbewerbe. |
| XVIII.    | 1964 | Tokio                 | 93                                                    | 5.151      | 4.473      | 678        | 163               | 25 (19)                  | Judo und Volleyball wurden erstmals olympisch. Der neue Nachrichtensatellit Syncom 3 ermöglichte interkontinentale Fernsehübertragungen. |
| XIX.      | 1968 | Mexiko-Stadt          | 112                                                   | 5.516      | 4.735      | 781        | 172               | 24 (18)                  | Bei der Niederschlagung von gegen die Spiele gerichteten Studentenunruhen starben zehn Tage vor der Eröffnung schätzungsweise 200 bis 300 Studenten (Massaker von Tlatelolco). Keine Wettbewerbe im Judo. |
| XX.       | 1972 | München               | 121                                                   | 7.170      | 6.075      | 1.095      | 195               | 28 (21)                  | Am 5. September wurden die Spiele wegen eines Terroranschlages auf das israelische Team für einen Tag unterbrochen. Wiederaufnahme von Judo nach 1964, Bogenschießen und Handball. |
| XXI.      | 1976 | Montreal              | 92                                                    | 6.084      | 4.824      | 1.260      | 198               | 27 (21)                  | Nach chaotischen Vorbereitungen, die Montreal für die kommenden Jahrzehnte in ein wirtschaftliches Desaster stürzten, fanden die Spiele zum Teil in provisorisch hergerichteten Sportstätten statt. 30 Staaten aus Afrika, Asien und Südamerika blieben den Wettkämpfen fern, um gegen die Teilnahme Neuseelands zu protestieren, dessen All Blacks eine Tournee durch Südafrika – seit einigen Jahren aufgrund seiner Apartheid-Politik vom internationalen Sport geächtet – absolviert hatte. Dem Team aus Taiwan wurde die Einreise aufgrund der Ein-China-Politik von Gastgeber Kanada verweigert. |
| XXII.     | 1980 | Moskau                | 80                                                    | 5.217      | 4.093      | 1.124      | 203               | 27 (21)                  | 42 Staaten boykottieren die Spiele wegen des Einmarsches sowjetischer Truppen in Afghanistan, weitere 24 Staaten verzichten aus finanziellen oder sportlichen Gründen auf eine Teilnahme bzw. ließen die Einladung unbeantwortet. |
| XXIII.    | 1984 | Los Angeles           | 140                                                   | 6.797      | 5.230      | 1.567      | 221               | 29 (21)                  | Die Sowjetunion boykottierte die Spiele, da die Sicherheit ihrer Sportler in Los Angeles nicht gewährleistet sei – 18 Staaten schlossen sich dem Boykott an und veranstalteten als Gegenveranstaltung die Wettkämpfe der Freundschaft. Aufnahme von Synchronschwimmen. |
| XXIV.     | 1988 | Seoul                 | 159                                                   | 8.391      | 6.197      | 2.194      | 237               | 31 (23)                  | Vier Staaten (Kuba, Äthiopien, Nicaragua, Nordkorea) boykottieren die Spiele, da Nordkorea nicht an der Ausrichtung der Spiele in „angemessenem“ Maße beteiligt sei. Tennis und Tischtennis wurden aufgenommen. Zum ersten Mal durften auch Profis an den Olympischen Spielen teilnehmen. |
| XXV.      | 1992 | Barcelona             | 169                                                   | 9.956      | 7.105      | 2.851      | 257               | 34 (25)                  | Der neue Teilnehmerrekord spiegelte die politischen Veränderungen der Welt wider. Erste Teilnahme einer gesamtdeutschen Mannschaft nach der deutschen Wiedervereinigung. Aufnahme von Badminton und Baseball. |
| XXVI.     | 1996 | Atlanta               | 197                                                   | 10.320     | 6.797      | 3.523      | 271               | 37 (26)                  | Die 100-Jahr-Feier der Olympischen Spiele fand zur Verwunderung vieler nicht in Athen, sondern in Atlanta statt. Es wird vermutet, dass mit dieser Entscheidung der IOC-Hauptsponsor Coca-Cola (Hauptsitz in Atlanta) „beglückt“ werden sollte. Aufnahme der Sportarten Softball und Beachvolleyball. |
| XXVII.    | 2000 | Sydney                | 199                                                   | 10.651     | 6.582      | 4.069      | 300               | 40 (28)                  | Aufnahme von Taekwondo, Triathlon und Trampolinturnen. |
| XXVIII.   | 2004 | Athen                 | 202                                                   | 10.625     | 6.296      | 4.329      | 301               | 40 (28)                  | Noch nie zuvor hatte es so viele Interessenten für die Ausrichtung der Spiele gegeben. |
| XXIX.     | 2008 | Peking                | 204                                                   | 11.126     | 6.280      | 4.846      | 302               | 42 (28)                  | Die Reitsportwettkämpfe fanden in Hongkong statt. Kontroverse Diskussionen vor und während der Spiele mit Bezug zur Menschenrechtssituation in China. Die Olympischen Spiele verursachten Zwangsumsiedelungen, protestierende Betroffene wurden verhaftet. Letztendlich gab es aber keine Boykotte. Architektonische Besonderheiten bei den Stadien, allen voran beim „Vogelnest“ sowie modernste Infrastruktur. Einführung von Alternate Athlete(s) in einigen Sportarten. |
| XXX.      | 2012 | London                | 204                                                   | 10.520     | 5.864      | 4.656      | 302               | 40 (26)                  | Erstmals seit 1968 verringerte sich durch den Ausschluss von Softball und Baseball die Anzahl der Sportarten. Erstmals schickte jede Nation mindestens einen weiblichen Athleten. Erstmals gab es in jeder Sportart auch einen Wettkampf für Frauen. Es gab jedoch Disziplinen nur für Männer (Ringen griechisch-römischer Stil) und nur für Frauen (Rhythmische Sportgymnastik und Synchronschwimmen). |
| XXXI.     | 2016 | Rio de Janeiro        | 207                                                   | 11.238     | 6.181      | 5.057      | 306               | 42 (28)                  | Erstmalige Austragung Olympischer Spiele auf dem südamerikanischen Kontinent. Wiederaufnahme von Golf (letztmals 1904) und erstmalige Austragung von Wettbewerben im Siebener-Rugby. |
| XXXII.    | 2020 | Tokio                 | 206                                                   | 11.483     | 5.985      | 5.498      | 339               | 51 (33)                  | Wiederaufnahme von Baseball und Softball (letztmals 2008). Aufnahme von Karate, Skateboard, Sportklettern und Surfen. Aufgrund der COVID-19-Pandemie wurden die für 2020 geplanten Spiele um ein Jahr verschoben. Der Marketingname Tokyo 2020 bleibt bestehen. |
| XXXIII.   | 2024 | Paris                 | 206                                                   | 11.069     | 5.646      | 5.423      | 329               | 48 (32)                  | Aufnahme von Breakdance. Base-/Softball und Karate werden aus dem olympischen Programm nach einem Mal gestrichen. |
| XXXIV.    | 2028 | Los Angeles           |                                                       |            |            |            |                   |                          | Erstmalige Austragung von Flag Football und Squash. Wiederaufnahme von Cricket, Lacrosse und Base-/Softball. Breakdance wird aus dem olympischen Programm nach einem Mal gestrichen. |
| XXXV.     | 2032 | Brisbane              |                                                       |            |            |            |                   |                          | |

## Ewiger Medaillenspiegel
Bei sämtlichen Wettkämpfen an Olympischen Sommerspielen wird eine Rangliste erstellt. Der ewige Medaillenspiegel ist eine Auflistung von allen Medaillen, geordnet nach Teilnehmerländern, die in der Geschichte der Spiele vergeben worden sind. Die Athleten (oder Mannschaften), die sich an erster, zweiter oder dritter Stelle klassieren, erhalten Medaillen als Auszeichnung. Der Gewinner erhält eine Medaille, die als „Goldmedaille“ bezeichnet wird (eigentlich sind es Medaillen aus Silber mit einem Überzug aus Gold). Der Zweite erhält eine Medaille aus Silber, der Dritte eine Medaille aus Bronze.
| Platz                  | Athlet           | Nation             | Sportart       | Zeitraum  | 0  | 0 | 0 | Gesamt |
| ---------------------- | ---------------- | ------------------ | -------------- | --------- | -- | - | - | ------ |
| 1                      | Michael Phelps   | Vereinigte Staaten | Schwimmen      | 2004–2016 | 23 | 3 | 2 | 28     |
| 2                      | Larissa Latynina | Sowjetunion        | Turnen         | 1956–1964 | 9  | 5 | 4 | 18     |
| 3                      | Katie Ledecky    | Vereinigte Staaten | Schwimmen      | 2012–2024 | 9  | 4 | 1 | 14     |
| 4                      | Paavo Nurmi      | Finnland           | Leichtathletik | 1920–1928 | 9  | 3 | – | 12     |
| 5                      | Mark Spitz       | Vereinigte Staaten | Schwimmen      | 1968–1972 | 9  | 1 | 1 | 11     |
| 6                      | Caeleb Dressel   | Vereinigte Staaten | Schwimmen      | 2016–2024 | 9  | 1 | – | 10     |
| 6                      | Carl Lewis       | Vereinigte Staaten | Leichtathletik | 1984–1996 | 9  | 1 | – | 10     |
| 8                      | Isabell Werth    | Deutschland        | Dressurreiten  | 1992–2024 | 8  | 6 | – | 14     |
| 9                      | Birgit Fischer   | DDR Deutschland    | Kanu           | 1980–2004 | 8  | 4 | – | 12     |
| 10                     | Sawao Katō       | Japan              | Turnen         | 1968–1976 | 8  | 3 | 1 | 12     |
| 10                     | Jenny Thompson   | Vereinigte Staaten | Schwimmen      | 1992–2004 | 8  | 3 | 1 | 12     |
| Stand: 23. August 2024 |                  |                    |                |           |    |   |   |        |

| Ewiger Medaillenspiegel der Olympischen Sommerspiele (Stand: 23. August 2024) |        |                        |      |        |        |        |       |
| Platz                                                                         | Kürzel | Mannschaft             | Gold | Silber | Bronze | Gesamt | Liste |
| 1                                                                             | USA    | Vereinigte Staaten     | 1105 | 881    | 786    | 2772   | Liste |
| 2                                                                             | RUS    | Russland 1             | 608  | 523    | 509    | 1640   | Liste |
| 3                                                                             | GER    | Deutschland 2          | 450  | 469    | 498    | 1417   | Liste |
| 4                                                                             | CHN    | Volksrepublik China    | 303  | 226    | 198    | 727    | Liste |
| 5                                                                             | GBR    | Vereinigtes Königreich | 298  | 340    | 343    | 981    | Liste |
| 6                                                                             | FRA    | Frankreich             | 239  | 278    | 298    | 815    | Liste |
| 7                                                                             | ITA    | Italien                | 229  | 201    | 228    | 658    | Liste |
| 8                                                                             | JPN    | Japan                  | 189  | 162    | 191    | 542    | Liste |
| 9                                                                             | HUN    | Ungarn                 | 187  | 161    | 182    | 530    | Liste |
| 10                                                                            | AUS    | Australien             | 182  | 189    | 225    | 596    | Liste |

Anmerkungen
| (Stand: 23. August 2024) |        |                                  |      |        |        |        |
| Kürzel                   | Kürzel | Mannschaft                       | Gold | Silber | Bronze | Gesamt |
| RUS                      | RUS    | Russland (1900–1912)             | 1    | 4      | 3      | 8      |
| RUS                      | URS    | Sowjetunion (1952–1988)          | 395  | 319    | 296    | 1010   |
| RUS                      | EUN    | Vereintes Team (1992)            | 45   | 38     | 29     | 112    |
| RUS                      | RUS    | Russische Föderation (1996–2016) | 147  | 134    | 158    | 439    |
| RUS                      | ROC    | ROC (2020)                       | 20   | 28     | 23     | 71     |
|                          | Summe  | Summe                            | 608  | 523    | 509    | 1640   |

| (Stand: 23. August 2024) |        |                                               |      |        |        |        |
| Kürzel                   | Kürzel | Mannschaft                                    | Gold | Silber | Bronze | Gesamt |
| GER                      | GER    | / Deutsches Reich (1896–1936)                 | 68   | 76     | 71     | 215    |
| GER                      | GER    | (West-)Deutschland (1952)                     | –    | 7      | 17     | 24     |
| GER                      | SAA    | Saarland (1952)                               | –    | –      | –      | –      |
| GER                      | EUA    | / Deutschland (1956–1964)                     | 28   | 54     | 36     | 118    |
| GER                      | FRG    | / Bundesrepublik Deutschland (1968–1988)      | 56   | 67     | 81     | 204    |
| GER                      | GDR    | / Deutsche Demokratische Republik (1968–1988) | 153  | 129    | 127    | 409    |
| GER                      | GER    | Deutschland (seit 1992)                       | 145  | 137    | 167    | 449    |
|                          | Summe  | Summe                                         | 450  | 469    | 498    | 1417   |